# Neodriessenia scorpioidea
Neodriessenia scorpioidea är en tvåhjärtbladig växtart som först beskrevs av Otto Stapf, och fick sitt nu gällande namn av Madhavan Parameswarau Nayar. Neodriessenia scorpioidea ingår i släktet Neodriessenia och familjen Melastomataceae. Inga underarter finns listade i Catalogue of Life.